# Madschid bin Muhammad Al Maktum

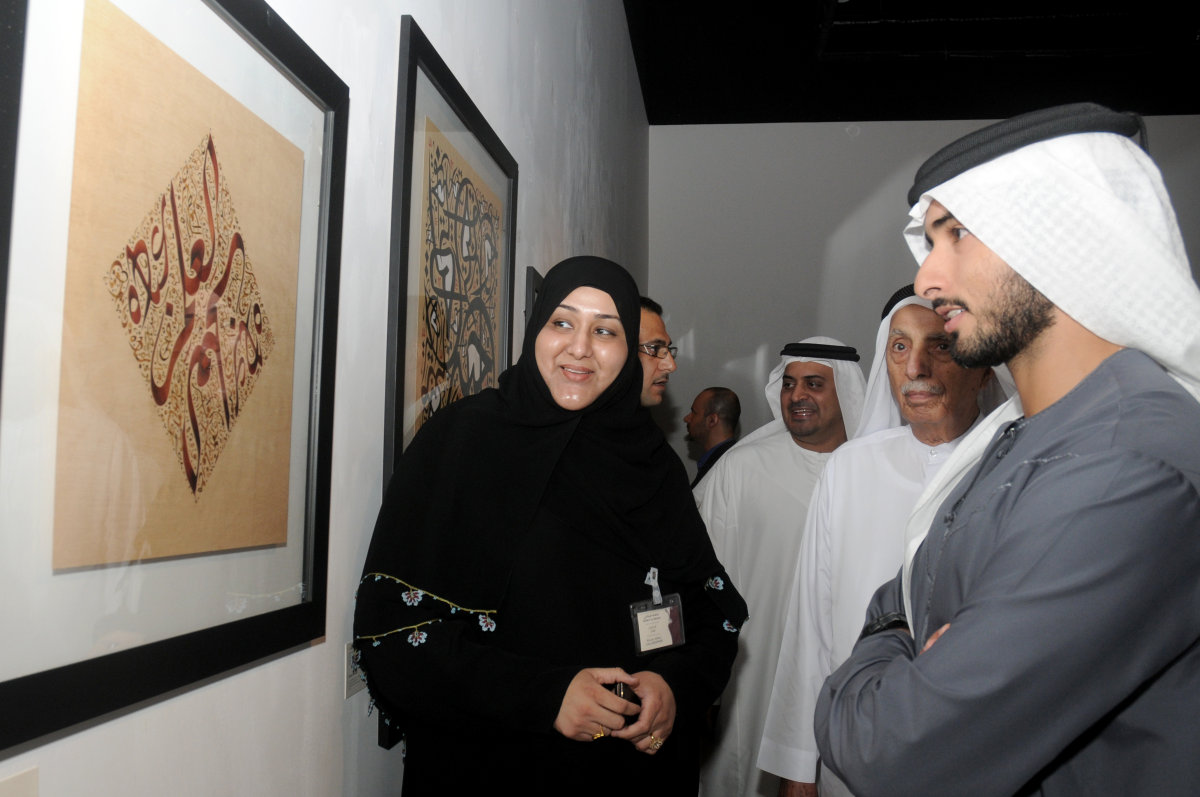
Madschid bin Muhammad Al Maktum im Dubai Arabic Calligraphy Centre (2010)

Scheich Madschid bin Muhammad bin Raschid Al Maktum (arabisch ماجد بن محمد بن راشد آل مكتوم, DMG Māǧid b. Muḥammad b. Rāšid Āl Maktūm‎, englische Transkription Majid bin Mohammed bin Rashid Al Maktoum; * 16. Oktober 1987) ist derzeit Vorstand der Dubai Culture & Arts Authority und fünftältester Sohn von Scheich Muhammad bin Raschid Al Maktum.

## Karriere
Scheich Madschid begann seine schulische Ausbildung an der Rashid School for Boys. Später ging er nach Großbritannien auf die Royal Military Academy Sandhurst. Danach besuchte er einige Militärcamps und Führungsseminare. Im März 2008 erhielt er seine momentane Position als Vorstand der Dubai Culture & Arts Authority. Am 18. November 2009 bekam Scheich Madschid einen Mastertitel im Bereich Sicherheit und Krisenmanagement von der Dubai Police Academy.

## Sport
Scheich Madschid ist in verschiedenen Sportarten aktiv, insbesondere im Pferderennen und im Fußball. Er nimmt regelmäßig an Meisterschaften teil. 2007 gewann er bei den 11. Panarabischen Spielen in Kairo in der Disziplin Distanzreiten eine Goldmedaille im Einzelwettbewerb sowie eine Goldmedaille im Teamwettbewerb. Bei den Weltmeisterschaften im Distanzreiten 2008 in Malaysia wurde er Vierter im Einzelwettbewerb. 2010 gewann er gemeinsam mit seiner Mannschaft Gold bei den Weltreiterspielen in Lexington, wobei er in der Einzelwertung  Sechster wurde. Bei den Weltmeisterschaften im Distanzreiten 2012 im Vereinigten Königreich siegte dieses Team abermals und Scheich Madschid wurde, wie schon zwei Jahre zuvor, Sechster in der Einzelwertung. Neben diesen Erfolgen im Reitsport wurde er aufgrund seiner Vorliebe für Fußball zum Vizepräsidenten des Al Wasl Sports Club ernannt.